# Aalestrup

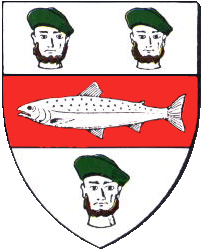
Escudo de Aalestrup

Aalestrup foi um município da Dinamarca, localizado na região noroeste, no condado de Viborg. O município detinha uma área de 175,73 km² e uma população de 7 621 habitantes, segundo o censo de 2004.
A partir de 1 de Janeiro de 2007, com a entrada em vigor da reforma administrativa, o município foi suprimido juntamente com os municípios de Farsø, Løgstør e Aars para dar lugar ao recentemente constituído município de Vesthimmerland, na região de Jutlândia do Norte.